# Fusō (Schiff, 1878)
Die Fusō (jap. 扶桑) war ein Zentralbatterie-Panzerschiff der kaiserlich japanischen Marine aus dem späten 19. Jahrhundert. Der Bauauftrag für das 1875 bewilligte Einzelschiff, das erste von mehreren japanischen Kriegsschiffen, das diesen Namen trug, wurde ins Ausland an die englische Werft Samuda Brothers in London vergeben. Die Kiellegung fand im September 1875 statt. Nach dem Stapellauf am 14. April 1877 wurde das Panzerschiff am 17. Januar 1878 in Dienst gestellt. Die Fusō wurde nach rund 30 Jahren Dienstzeit außer Dienst gestellt und 1910 in Yokohama abgebrochen.

## Vorgeschichte
Da im Rahmen der Meiji-Restauration die innenpolitische Lage in Japan noch als fragil anzusehen war (siehe Satsuma-Rebellion) und auch da deswegen die wirtschaftliche und vor allem die finanzielle Situation noch nicht ausreichend gefestigt und entwickelt waren, dies hatte auch zur Stornierung eines ersten, durchaus sehr ambitionierten Flottenbauprogramms (1873) über 70 Schiffe beigetragen, wurde im März 1875 ein modifiziertes und verkleinertes Marinebauprogramm aufgelegt, welches zunächst den Bau von zwei gepanzerten Korvetten (Kongō und Hiei) von rund 2.200 Tonnen und einem Panzerschiff von etwa 3.300 Tonnen (Fusō) vorsah. Infolge der zum damaligen Zeitpunkt noch fehlenden Erfahrung in Japan beim Bau solcher Schiffe, wurden die Bauaufträge an Werften in Großbritannien vergeben.
Für die Konstruktion der Fusō verantwortlich zeichnete der britische Schiffbauingenieur und vormalige Chefkonstrukteur der britischen Marine, Sir Edward James Reed, der von japanischer Seite aus für das Vorhaben gewonnen hatte werden können (und der fünf Prozent des Auftragswertes als Provision erhielt). Das Schiff stellte eine verkleinerte Variante der britischen Panzerschiffe der Audacious-Klasse dar, die ebenfalls von Reed konstruiert worden waren.

## Technische Aspekte
Die Fusō besaß einen vollständig aus Eisen gefertigten Rumpf, welcher in elf wasserdichte Abteilungen unterteilt war. Die maximale Länge betrug 68,90 Metern, die Breite lag bei 14,63 Metern. Der Tiefgang in voll ausgerüstetem Zustand maß 5,49 Meter. Bezüglich der Konstruktionswasserverdrängung gibt es je nach Quelle teils leicht abweichende Angaben, so werden entweder 3.317 ts oder 3.418 ts genannt. (Im nebenstehenden Informationsblock wird erstgenannte Zahl verwendet.)

### Bewaffnung
Die Hauptartillerie der Fusō bestand aus vier von Krupp gefertigten 24-cm-Ringkanonen L/20 C/72. Diese je 20 Tonnen schweren, gezogenen Geschütze befanden sich jeweils an den vier Eckpunkten der Zentralbatterie und waren in einem Winkel von 65 Grad zur Schiffsmittellinie eingebaut, womit also je zwei Geschütze nach einer Seite wirken konnten. Der Richtbereich betrug 35 Grad nach beiden Seiten hin, die Geschütze einer Seite konnten somit schräg voraus (das vordere Geschütz) oder nach achteraus (das hintere Geschütz) oder beide in der Breitseite wirken. Diese Geschütze waren in der Lage, bei einer Feuerrate von etwa einem Schuss pro Minute, eine rund 160 Kilogramm schwere Granate über eine maximale Distanz von rund 8.000 Metern zu verschießen.
Darüber hinaus befanden sich zwei ebenfalls von Krupp gebaute 17-cm-Ringkanonen L/22 C/72 an Bord. Diese beiden Geschütze waren ebenfalls in der Zentralbatterie (je eines auf jeder Schiffseite) untergebracht, standen aber ein Deck oberhalb der 24-cm-Geschütze. Diese Kanonen standen auf drehbaren Barbetten und besaßen jeweils drei Stückpforten – wovon je eine in Fahrtrichtung, eine achteraus und eine zur Breitseite hin ausgerichtet war. Sie konnten somit auf Bedarf eingesetzt werden (etwa in Jagdposition bei Verfolgung eines gegnerischen Schiffes). Die 17-cm-Kanonen verfeuerten eine 62 Kilogramm schwere Granate über eine Entfernung von etwa 6.700 Metern. Daneben befanden sich bei Indienstnahme noch vier leichtere 7,5-cm-Kanonen L/27 von Krupp an Bord. Zwei weitere 7,5-cm-Kanonen, allerdings mit kürzeren Rohren (L/11), waren unter Deck verstaut und wurden lediglich bei Landungseinsätzen auf den Beibooten mitgeführt.

Im Laufe ihrer Dienstzeit wurde die Bewaffnung der Fusō mehrfach beträchtlich modifiziert. Zur Verbesserung der Abwehrbefähigung gegenüber Torpedofahrzeugen kamen spätestens ab 1883 vierläufige 25,4-mm-Nordenfelt-Mitrailleusen zum Einbau (anfangs vermutlich sieben). Um 1885/86 erhielt das Panzerschiff zwei 35,0-cm-Schwartzkopff-Torpedorohre, die im Vorschiff auf drehbaren Lafetten installiert wurden und durch Stückpforten abgefeuert werden konnten. Im Verlauf der 1890er Jahre, auch unter den Gesichtspunkten der Modernisierung, erfuhr die Bewaffnung weitere Veränderungen. So kamen die beiden 17-cm-Geschütze sowie alle 7,5-cm-Kanonen spätestens 1896 von Bord und wurden durch vier 12-cm-L/40-Schnellfeuergeschütze von Armstrong-Whitworth ersetzt (je eines nahm die Positionen der 17-cm-Kanonen ein, je ein weiteres wurde auf der Back und auf dem Achterdeck eingebaut). Zwischen 1894 und 1896 waren ferner insgesamt 15 4,7-cm-L/40-Hotchkiss-Kanonen an Bord eingebaut worden, um die Torpedoboot-Abwehr zu verstärken. Im Frühjahr 1900 wurden außerdem alle 12-cm-Geschütze durch insgesamt vier 15,2-cm-Schnellfeuergeschütze von Armstrong-Whitworth ersetzt. 1906 kamen schließlich auch die überalterten 24-cm-Ringkanonen von Bord und wurden durch auf jeder Seite je ein 15,2-cm-Geschütz in der Zentralbatterie ersetzt (möglicherweise handelte es sich hierbei um Geschütze des Kreuzers Akashi); gleichwohl lohnte diese Modernisierung kaum mehr, da die Fusō bereits seit 1905 zu einem Küstenverteidigungsschiff zurückklassifiziert worden war und nur wenige Jahre später ganz außer Dienst gestellt wurde. 

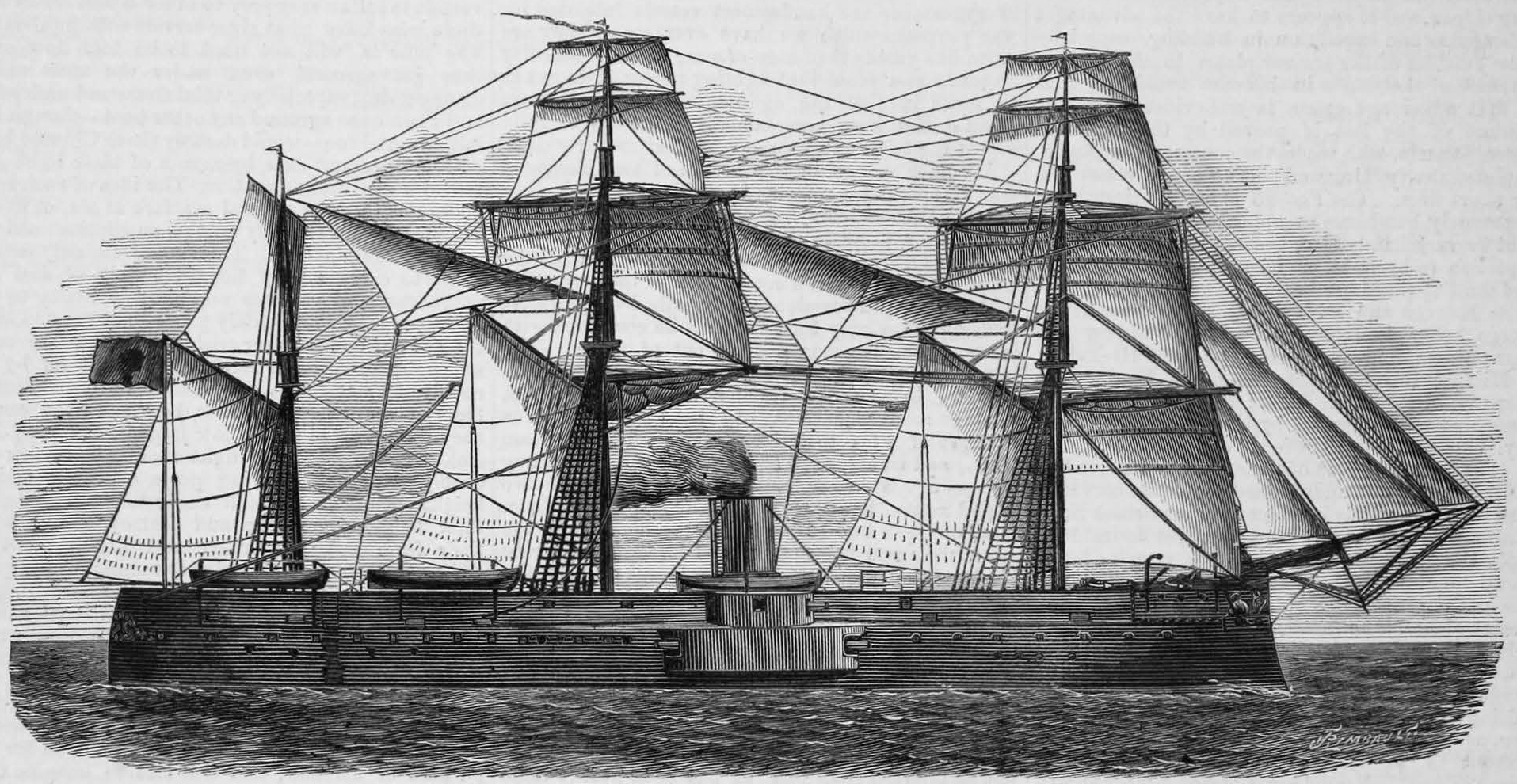
Steuerbordansicht der Fusō nach Fertigstellung. Man beachte die Zentralbatterie mit den beiden schweren Geschützen im unteren Deck und die Stückpforten des 17-cm-Geschützes darüber.

### Panzerung
Der Panzerschutz war aus Schmiedeeisen hergestellt und umfasste einen Gürtelpanzer von 2,36 Metern Höhe, welcher sich über zwei Drittel der Länge des Rumpfes erstreckte. Die Stärke dieses Gürtels lag bei maximal 229 mm auf Höhe der Wasserlinie, zu den Enden nach oben und unten hinwärts verjüngte sich die Dicke des Panzers auf 162 mm. Die Zentralbatterie, welche die schweren Geschütze trug, besaß eine Panzerungsstärke von durchgehend 229 mm entlang der Schiffsseiten, die die Batterie abschließenden Querschotten besaßen eine Stärke von 203 mm.

### Maschinenanlage und Takelage
Die von der in Greenwich ansässigen Firma John Penn and Sons gebaute Maschinenanlage, bestehend aus acht kohlenbefeuerten Kofferkesseln (deren Betriebsdruck bei 59 Pfund pro Quadratzoll lag) und zwei horizontal eingebauten, zweizylindrigen Verbunddampfmaschinen, sollte entsprechend der Planungsvorgaben 3.500 PSi leisten und dem Schiff eine Höchstgeschwindigkeit von rund 13 kn ermöglichen. Bei Testfahrten wurde diese Vorgabe allerdings leicht übertroffen und die Fusō erreichte, bei einer maximalen Maschinenleistung von 3.824 PSi, eine Höchstgeschwindigkeit von 13,16 kn (knapp 24,5 km/h). Mit einem Kohlenvorrat von 350 Tonnen beziehungsweise nur unter Einbeziehung der Maschine – und somit ohne die Segeloption – besaß das Panzerschiff eine rechnerische Reichweite von etwa 4.500 Seemeilen (bei 10 kn Höchstfahrt). Im Rahmen der Modernisierung des Schiffes zwischen 1891 und 1894 wurden die acht ursprünglichen Kessel durch vier Miyabara-Zylinderkessel (mit einem Betriebsdruck von 89 Pfund pro Quadratzoll) ersetzt. Im Rahmen des Umbaus konnte auch, dadurch dass durch die Reduzierung der Kesselanzahl freie Räumlichkeiten entstanden, die Masse des Kohlenvorrats um rund zehn Prozent erhöht werden (auf rund 390 Tonnen).
Zudem besaß das Schiff bei Indienstnahme drei Masten mit einer Bark-Takelage. Die Segelfläche betrug insgesamt rund 1.579 Quadratmeter, wobei die Höchstgeschwindigkeit unter Segeln bei etwa 9 kn (ca. 17 km/h) lag. Eine Besonderheit war, dass der Schornstein bis auf halbe Höhe über Deck einziehbar war, um bei Segelbetrieb den Windwiderstand zu reduzieren. Die komplette Segelausstattung wurde im Kontext der Modernisierung bis 1894 von Bord gegeben, da diese Art von Segel-Dampf-Konzept zu diesem Zeitpunkt bereits als überholt galt. Dabei wurde der Hauptmast vollständig ausgebaut, während der vordere und der achtere Mast abgetakelt und in reine Gefechtsmasten mit Marsen zwecks der Aufnahme von je zwei 25,4-mm-Nordenfelt-Mitrailleusen umgewandelt wurden.

## Geschichte des Schiffes
Nach der Fertigstellung des Schiffes im Januar 1878 und nach Abschluss von Testfahrten im März 1878 in britischen Gewässern, wurde die Fusō von einer britischen Besatzung nach Fernost überführt. Die Route dieser Verlegungsfahrt verlief hierbei über Gibraltar, den Sueskanal, Aden und Singapur nach Yokohama; die Reise dauerte rund zweieinhalb Monate. Am 10. Juli 1878 wurde das Panzerschiff in Yokohama schließlich im Rahmen einer feierlichen Zeremonie an die japanische Marine übergeben. Die Fusō war zu diesem Zeitpunkt das größte und kampfstärkste Kriegsschiff der japanischen Flotte, zunächst wurde das Panzerschiff dem östlichen Flottendistrikt, dem späteren Kure Flottendistrikt (呉鎮守府, Kure Chinjufu), zugewiesen und war bis 1880 Teil der sogenannten Stationären Flottille, aus welcher später (1889) die Stationäre Flotte (常備艦隊, Jōbi Kantai) hervorging. Zwischen Dezember 1878 und November 1879 diente auf dem Schiff, als Deckoffizier im Rang eines Leutnant zur See (海軍大尉, Kaigun-tai-i), auch der spätere Admiral und Befehlshaber der japanischen Flotte, Tōgō Heihachirō. 1882 unternahm das Schiff Besuchsreisen nach Shanghai und Hongkong, in den Jahren 1887 und 1888 folgten Fahrten nach Busan und Wladiwostok. Zwischen November 1891 und Anfang Juli 1894 wurde die Fusō auf der Marinewerft Yokosuka überholt und einer umfassenden Modernisierung unterzogen. Nur wenige Tage nach Beendigung dieser Umbaumaßnahmen brach der Krieg mit dem Kaiserreich China aus.

Nach Ausbruch des Krieges wurde das Schiff der japanischen Kernflotte beziehungsweise der am 18. Juli 1894 neu geschaffenen Kombinierten Flotte unter dem Kommando von Vizeadmiral Itō Sukeyuki zugeteilt. Dieser Verband bestand aus vier modernen Kreuzern, zwei älteren Panzerschiffen (darunter die Fusō), einem Hilfskreuzer und einem Kanonenboot. Zu diesem Hauptverband hinzu kam ein selbstständig agierendes Geschwader aus vier schnellen Geschützten Kreuzern unter Konteradmiral Tsuboi Kōzō. Mit seiner vereinigten Flotte attackierte Itō im September 1894 die chinesischen Flottenkräfte, welche eine Nachschuboperation von Port Arthur nach der koreanischen Halbinsel vorgenommen hatten. Hieraus entwickelte sich nachfolgend die Seeschlacht am Yalu. 

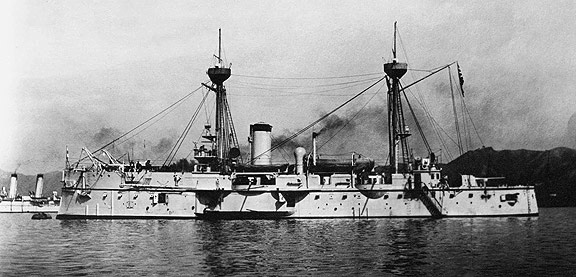
Die Fusō nach dem Umbau in den Jahren 1891 bis 1894.

### Die Seeschlacht am Yalu und japanisch-chinesischer Krieg
Während der Schlacht am Yalu zeigte sich, dass die Fusō der Geschwindigkeit der anderen Flotteneinheiten, durchschnittlich etwa zwölf bis 13 Knoten, nicht mehr folgen konnte. Das Panzerschiff fiel infolgedessen im Verlauf der mehrstündigen Schlacht hinter die eigenen Verbände zurück und bestritt nur einige kürzere Gefechte gegen teilweise bereits beschädigte chinesische Schiffe. Im Verlauf der Schlacht verschoss die Fusō insgesamt 361 Granaten (darunter 29 vom Kaliber 24 cm). Selbst erhielt das Schiff eine nicht genau gesicherte Zahl von mittleren Treffern, zumeist im Kaliber 12 cm oder 15,2 cm. Da der Seitenpanzer und die Batterie nicht durchschlagen wurden, waren die Beschädigungen jedoch nur oberflächlicher Natur und das Schiff blieb weitgehend gefechtsbereit. Die Besatzung hatte insgesamt fünf Gefallene und neun Verwundete zu beklagen. Die Schäden konnten innerhalb der nächsten drei Wochen in Yokosuka behoben werden. Nachfolgend beteiligte sich die Fusō im Januar und Februar 1895 an der Schlacht von Weihaiwei und half bei der Blockade der dort im Hafen liegenden chinesischen Flottenkräfte.

### Dienstzeit nach 1895
Am 29. Oktober 1897, während die japanische Flotte vor Nagahama ankerte, zog ein starker Sturm über die Stadt hinweg. Dabei brach in den Nachmittagsstunden die Ankerkette der Fusō und das abtreibende Panzerschiff wurde vom Sturm zunächst gegen den Rammsporn des Geschützten Kreuzers Matsushima gedrückt und kollidierte danach noch mit dem Sporn des Kreuzers Itsukushima. Die hieraus resultierenden Schäden waren so schwer, dass das Panzerschiff innerhalb von rund 20 Minuten auf ebenem Kiel im seichten Hafenwasser sank. Personalverluste entstanden glücklicherweise keine. Für rund ein halbes Jahr blieb das Schiff in diesem Zustand liegen, ehe es im Frühsommer 1898 wieder gehoben wurde. Die finale Reparatur der Fusō zog sich bis ins Jahr 1900 hinein.
Das mittlerweile stark überalterte Schiff wurde im Nachgang Flaggschiff der 7. Division des 3. Flottengeschwaders (von Konteradmiral Hosoya Sukeuji), übernahm aber nur mehr Sicherungs- und Wachaufgaben. In dieser Funktion nahm die Fusō auch am Russisch-Japanischen Krieg 1904/05 teil, unter anderem diente das Schiff während der Seeschlacht bei Tsushima als Sicherungsschiff und wurde während der Schlacht südlich der Insel Tsushima als Reserveeinheit in Bereitschaft gehalten (sie wurde allerdings nicht in die Kämpfe verwickelt). Nach dem Ende des Krieges 1905 wurde die Fusō zu einem Küstenpanzerschiff umklassifiziert und in den letzten Jahren ihrer Dienstzeit nur noch als Trainingsschiff genutzt.

## Verbleib
Die Fusō wurde am 1. April 1908 außer Dienst gestellt und verblieb danach für rund ein Jahr als Auflieger in Kure. Das alte Panzerschiff wurde letztlich bis Anfang 1910 in Yokohama abgebrochen.